# Monumento al Sagrado Corazón (Guayaquil)
El Monumento al Sagrado Corazón de Jesús de Guayaquil, Ecuador, es una escultura en honor a Jesús de Nazaret. Se encuentra ubicada en un mirador en el Cerro del Carmen, con vista al centro y sur de la ciudad. La estatua, que fue inaugurada en 1973, mide 15.6 metros de altura y reposa sobre una base de 11.6 metros de altura.

## Descripción
El monseñor César Antonio Mosquera, obispo de Guayaquil en el año 1954 resolvió construir un monumento al Sagrado Corazón de Jesús para celebrar el centésimo aniversario de la Consagración de Ecuador al Sagrado Corazón de Jesús y el Inmaculado Corazón de María.
Para la recaudación de fondos para construir la estatua, monseñor César Antonio Mosquera solicita ayuda al Congreso Nacional, estimando un aproximado de 16 millones de sucres, y a su vez el Congreso fija un impuesto de 10 centavos de sucre para cada entrada que se venda de espectáculos públicos durante ocho años.
La base de hormigón para levantar el Monumento al Sagrado Corazón se empezó a construir en el año 1965 por el arquitecto español Juan Antonio Orús, misma que tiene 11.6 metros de altura.
El escultor español Juan de Ávalos hizo la primera maqueta del monumento, pero no se le adjudicaron las obras, sino que se le dieron al italiano Renzo Michelucci. Ávalos no cedió ni vendió el derecho de copia, por lo que finalmente se encargó una nueva escultura al escultor, también italiano, Egidio Giaroli, quien la construyó en Italia en hierro y cobre, transportándose desmontada en veintisiete partes a Guayaquil en 1970.
En 1972 empezó el montaje de las piezas liderado por el guayaquileño Eduardo Jurado Game. Para subir las piezas hasta la cima del cerro se creó una línea férrea y así llevarlas en vagones.
El arzobispo, monseñor Bernardino Echeverría inauguró el monumento el 8 de octubre de 1973.
En 1985 se realizó la ampliación de las escalinatas que conducen al monumento y se construyeron los sitios de descanso. Para convertirlo en atractivo turístico, en el 2005 el Municipio de Guayaquil concluyó una regeneración en la zona.